# ヴァンドギャルド
ヴァンドギャルド（欧字名:Vin de Garde 香:陳年美酒、2016年2月20日 - ）は、日本の競走馬。2020年の富士ステークスの勝ち馬である。
馬名の意味は、フランス語で「長期熟成しておいしくなるワイン」。

## 戦績

### 2歳（2018年）
9月22日の2歳新馬戦に1番人気で出走。北村友一を鞍上に出走したレースでは、後方追走から直線で馬群を割って差し切り優勝した。11月17日の東京スポーツ杯2歳ステークス（GIII）では中団追走から直線で鋭く脚を伸ばし、ゴール前で4頭横一線となるもニシノデイジーの3着に敗退。12月28日のホープフルステークスでは道中後方待機から追い上げるも6着に終わり、2歳シーズンを終える。

### 3歳（2019年）
3歳初戦として、2月3日のきさらぎ賞(GIII)にミルコ・デムーロを鞍上に出走し、4着。続く3月23日の毎日杯(GIII)では最後方追走から直線で大外に回して追い込んでくるも3着。4月13日のアーリントンカップ(GIII)では道中好位でレースを進めるも直線で伸びあぐねて9着に終わり、休養に入った。
休養を終え、9月7日に行われた3歳以上1勝クラスに出走。初コンビとなる福永祐一を鞍上に迎えたレースでは、中団の後ろ8番手からの競馬。徐々に順位を上げて4コーナーで大外を回って直線へ入るとほぼ馬なりで先頭に立った。残り200mで抜け出し、2着キングオブコージに2馬身のリードをつけて快勝した。
続いて10月13日の三年坂特別(2勝クラス)に出走。落ち着いた走りで、直線残り200mで先頭を捉えるとそこからは後続を寄せ付けず2馬身半ちぎって優勝した。
続く11月24日のウェルカムステークス(3勝クラス)では岩田望来を鞍上に迎え出走。4コーナーでは馬場の荒れていない外に出して追い出すと、残り200mで先頭に並びかけて半馬身交わして勝利。3連勝でオープンクラス入りを果たした。

### 4歳（2020年）
4歳初戦として2月9日の東京新聞杯(GIII)に出走。再び福永祐一を鞍上に迎え2番人気に推されたが、6着に敗れた。4月26日のマイラーズカップ(GII)では道中後方2番手追走から直線で懸命に追い込んできたが3着。GI初挑戦となった6月7日の安田記念では中団追走も直線で伸びきれず10着と大敗し、休養に入った。
休養を終えて、10月24日の富士ステークス(GII)に出走。5番人気に推されたレースでは中団でレースを進め、直線で外から各馬を差し切り2着の3番人気ラウダシオンに1.1/4馬身差をつけ優勝、重賞初制覇を果たした。11月22日のマイルチャンピオンシップでは中団のやや後ろからレースを進め、最後の直線で追い上げるも6着に敗れ、4歳シーズンを終えた。

### 5歳（2021年）
5歳初戦として、前年に続き東京新聞杯(GIII)に出走。1番人気に推されたが4着に敗れた。
続いて、初の海外遠征となるドバイターフ(G1)に出走。4番人気に推されたレースでは、好スタートを決めると5番手の内でピタリと折り合う。直線半ばまで前があかなかったが、スペースを確保した瞬間に一気に加速。先に抜け出した英国馬ロードノースには及ばなかったものの2着に入賞した。
帰国後は休養に入り、10月10日の毎日王冠(GII)で復帰。レースでは中団追走も直線で伸びを欠き8着。その後、アメリカに遠征し11月6日にデルマー競馬場で行われたブリーダーズカップ・マイル(G1)に出走して12着と大敗。香港に転戦し12月12日の香港マイル(G1)では6着となり5歳シーズンを終えた。

### 6歳（2022年）
2年連続での出走となった3月26日のドバイターフ(G1)では道中後方でレースを進め、直線で鋭く脚を伸ばすと最後は逃げ粘るパンサラッサ、前年の優勝馬ロードノースとの接戦となったが惜しくも3着に敗れた。
帰国後、6月5日の安田記念に出走。好位中団でレースを進めるも、直線で失速し15着に終わり、休養に入った。

### 7歳（2023年）
休養を終えてサウジアラビアに遠征し、初のダート挑戦となった2月25日のサウジカップ(G1)に出走するも11着。続くドバイターフでは14着と殿負けに終わった。
帰国後は宮城県山元町の山元トレーニングセンターで着地検疫を受けていたが、左前肢屈腱炎が判明したため、4月14日にオーナーの社台サラブレッドクラブホームページで競走生活から引退することを発表した。引退後は海外から種牡馬入りのオファーが入っており、その方向で調整されている。翌15日付でJRAの競走馬登録を抹消された。
同年4月25日、ブラジルのABCPCC（ブラジルスタッドブック）により、同国で種牡馬入りする事が発表された。同国でのディープインパクト産駒の種牡馬は初導入となる。

## 競走成績
以下の内容は、JBISサーチ、netkeiba.com、Equibase、香港ジョッキークラブ、Racing Post、サカブジョッキークラブ、エミレーツ競馬協会およびTotal Performance Dataの情報に基づく。
| 競走日     | 競馬場   | 競走名         | 格   | 距離（馬場）  | 頭 数 | 枠 番 | 馬 番 | オッズ （人気） | 着順 | タイム （上がり3F） | 着差          | 騎手            | 斤量 [kg] | 1着馬（2着馬）         | 馬体重 [kg] |
| ---------- | -------- | -------------- | ---- | ------------- | ----- | ----- | ----- | --------------- | ---- | ------------------- | ------------- | --------------- | --------- | ---------------------- | ----------- |
| 2018.09.22 | 阪神     | 2歳新馬        |      | 芝1600m（重） | 12    | 1     | 1     | 002.10（1人）   | 01着 | R1:36.8（33.9）     | -0.2          | 0北村友一       | 54        | （オメガハートクィン） | 460         |
| 0000.11.17 | 東京     | 東スポ杯2歳S   | GIII | 芝1800m（良） | 16    | 3     | 5     | 007.90（4人）   | 03着 | R1:46.6（33.9）     | -0.0          | 0C.デムーロ     | 55        | ニシノデイジー         | 460         |
| 0000.12.28 | 中山     | ホープフルS    | GI   | 芝2000m（良） | 13    | 7     | 11    | 010.40（5人）   | 06着 | R2:02.2（35.4）     | -0.6          | 0C.デムーロ     | 55        | サートゥルナーリア     | 466         |
| 2019.02.03 | 京都     | きさらぎ賞     | GIII | 芝1800m（良） | 8     | 3     | 3     | 002.00（1人）   | 04着 | R1:49.4（35.1）     | -0.4          | 0M.デムーロ     | 56        | ダノンチェイサー       | 472         |
| 0000.03.23 | 阪神     | 毎日杯         | GIII | 芝1800m（良） | 13    | 8     | 13    | 003.20（1人）   | 03着 | R1:47.4（33.9）     | -0.2          | 0C.ルメール     | 56        | ランスオブプラーナ     | 464         |
| 0000.04.13 | 阪神     | アーリントンC  | GIII | 芝1600m（良） | 18    | 6     | 12    | 004.60（3人）   | 09着 | R1:34.6（34.5）     | -0.4          | 0M.デムーロ     | 56        | （イベリス）           | 462         |
| 0000.09.07 | 阪神     | 3歳上1勝クラス |      | 芝1600m（良） | 13    | 5     | 7     | 001.40（1人）   | 01着 | R1:33.2（33.6）     | -0.3          | 0福永祐一       | 55        | （キングオブコージ）   | 470         |
| 0000.10.13 | 京都     | 三年坂特別     | 2勝  | 芝1600m（稍） | 13    | 6     | 9     | 001.70（1人）   | 01着 | R1:33.7（34.3）     | -0.4          | 0福永祐一       | 55        | （シベリアンタイガー） | 478         |
| 0000.11.24 | 東京     | ウェルカムS    | 3勝  | 芝1800m（重） | 15    | 5     | 8     | 004.80（1人）   | 01着 | R1:48.3（35.7）     | -0.1          | 0岩田望来       | 55        | （プレミオテーラー）   | 476         |
| 2020.02.09 | 東京     | 東京新聞杯     | GIII | 芝1600m（良） | 16    | 1     | 2     | 003.80（2人）   | 06着 | R1:33.2（33.6）     | -0.2          | 0福永祐一       | 56        | プリモシーン           | 476         |
| 0000.04.26 | 京都     | マイラーズC    | GII  | 芝1600m（良） | 11    | 6     | 7     | 003.90（2人）   | 03着 | R1:32.9（32.7）     | -0.5          | 0岩田望来       | 56        | インディチャンプ       | 474         |
| 0000.06.07 | 東京     | 安田記念       | GI   | 芝1600m（稍） | 14    | 8     | 13    | 110.00（9人）   | 10着 | R1:32.7（34.8）     | -1.1          | 0岩田望来       | 58        | グランアレグリア       | 474         |
| 0000.10.24 | 東京     | 富士S          | GII  | 芝1600m（良） | 12    | 5     | 5     | 006.20（5人）   | 01着 | R1:33.4（34.6）     | -0.2          | 0福永祐一       | 56        | （ラウダシオン）       | 468         |
| 0000.11.22 | 阪神     | マイルCS       | GI   | 芝1600m（良） | 17    | 8     | 16    | 068.60（8人）   | 06着 | R1:32.5（33.3）     | -0.5          | 0戸崎圭太       | 57        | グランアレグリア       | 474         |
| 2021.02.07 | 東京     | 東京新聞杯     | GIII | 芝1600m（良） | 16    | 7     | 13    | 002.70（1人）   | 04着 | R1:32.7（34.2）     | -0.3          | 0福永祐一       | 57        | カラテ                 | 478         |
| 0000.03.27 | メイダン | ドバイターフ   | G1   | 芝1800m（Gd） | 12    | 5     | 12    | 007.50（4人）   | 02着 | R                   | （3馬身）     | 0M.バルザローナ | 57        | Lord North             | 計不        |
| 0000.10.10 | 東京     | 毎日王冠       | GII  | 芝1800m（良） | 13    | 8     | 12    | 007.80（3人）   | 08着 | R1:45.5（34.1）     | -0.7          | 0福永祐一       | 57        | シュネルマイスター     | 480         |
| 0000.11.06 | デルマー | BCマイル       | G1   | 芝8F（Fm）    | 13    | 3     | 7     | 039.6（12人）   | 12着 | R                   | （5馬身 3/4） | 0福永祐一       | 57        | Space Blues            | 計不        |
| 0000.12.12 | 沙田     | 香港マイル     | G1   | 芝1600m（Gd） | 11    | 3     | 7     | 103.0（11人）   | 06着 | R1:34.31            | -0.45         | 0K.ティータン   | 57        | Golden Sixty           | 476         |
| 2022.03.26 | メイダン | ドバイターフ   | G1   | 芝1800m（Gd） | 14    | 10    | 15    | 026.10（7人）   | 03着 | R                   | （ハナ）      | 0M.バルザローナ | 57        | Lord North Panthalassa | 計不        |
| 0000.06.05 | 東京     | 安田記念       | GI   | 芝1600m（良） | 18    | 1     | 2     | 056.3（13人）   | 15着 | R1:33.2（34.0）     | -0.9          | 0岩田望来       | 58        | ソングライン           | 466         |
| 2023.02.25 | KAA      | サウジC        | G1   | ダ1800m（Fs） | 13    | 9     | 11    | 051.0（10人）   | 11着 | R1:54.27            | -3.47         | 0M.バルザローナ | 57        | Panthalassa            | 計不        |
| 0000.03.25 | メイダン | ドバイターフ   | G1   | 芝1800m（Gd） | 14    | 12    | 16    | 021.70（7人）   | 14着 | R1:51.36（37.41）   | -3.97         | 0M.バルザローナ | 57        | Lord North             | 計不        |

- 海外の競走の「枠番」欄にはゲート番を記載
- アメリカ・香港・サウジアラビアのオッズ・人気は現地主催者発表のもの（日本式のオッズ表記とした）

## 血統表
| ヴァンドギャルドの血統                       | ヴァンドギャルドの血統                             | ヴァンドギャルドの血統 | （血統表の出典）     | （血統表の出典） |
| 父系                                         | サンデーサイレンス系                               | サンデーサイレンス系   | サンデーサイレンス系 | [ § 2 ]          |
| 父 ディープインパクト 鹿毛 2002 北海道早来町 | 父の父*サンデーサイレンス 青鹿毛 1986 アメリカ     | Halo                   | Hail to Reason       | Hail to Reason   |
| 父 ディープインパクト 鹿毛 2002 北海道早来町 | 父の父*サンデーサイレンス 青鹿毛 1986 アメリカ     | Halo                   | Cosmah               |                  |
| 父 ディープインパクト 鹿毛 2002 北海道早来町 | 父の父*サンデーサイレンス 青鹿毛 1986 アメリカ     | Wishing Well           | Understanding        | Understanding    |
| 父 ディープインパクト 鹿毛 2002 北海道早来町 | 父の父*サンデーサイレンス 青鹿毛 1986 アメリカ     | Wishing Well           | Mountain Flower      |                  |
| 父 ディープインパクト 鹿毛 2002 北海道早来町 | 父の母*ウインドインハーヘア 鹿毛 1991 アイルランド | Alzao                  | Lyphard              | Lyphard          |
| 父 ディープインパクト 鹿毛 2002 北海道早来町 | 父の母*ウインドインハーヘア 鹿毛 1991 アイルランド | Alzao                  | Lady Rebecca         |                  |
| 父 ディープインパクト 鹿毛 2002 北海道早来町 | 父の母*ウインドインハーヘア 鹿毛 1991 アイルランド | Burghclere             | Busted               | Busted           |
| 父 ディープインパクト 鹿毛 2002 北海道早来町 | 父の母*ウインドインハーヘア 鹿毛 1991 アイルランド | Burghclere             | Highclere            |                  |
| 母 *スキア 鹿毛 2007 フランス                | 母の父Motivator 鹿毛 2002 イギリス                 | Montjeu                | Sadler's Wells       | Sadler's Wells   |
| 母 *スキア 鹿毛 2007 フランス                | 母の父Motivator 鹿毛 2002 イギリス                 | Montjeu                | Floripedes           |                  |
| 母 *スキア 鹿毛 2007 フランス                | 母の父Motivator 鹿毛 2002 イギリス                 | Out West               | Gone West            | Gone West        |
| 母 *スキア 鹿毛 2007 フランス                | 母の父Motivator 鹿毛 2002 イギリス                 | Out West               | Chellingoua          |                  |
| 母 *スキア 鹿毛 2007 フランス                | 母の母*Light Quest 鹿毛 2000 アメリカ              | Quest For Fame         | Rainbow Quest        | Rainbow Quest    |
| 母 *スキア 鹿毛 2007 フランス                | 母の母*Light Quest 鹿毛 2000 アメリカ              | Quest For Fame         | Aryenne              |                  |
| 母 *スキア 鹿毛 2007 フランス                | 母の母*Light Quest 鹿毛 2000 アメリカ              | Gleam of Light         | *デインヒル          | *デインヒル      |
| 母 *スキア 鹿毛 2007 フランス                | 母の母*Light Quest 鹿毛 2000 アメリカ              | Gleam of Light         | Gold Runner          |                  |
| 母系(F-No.)                                  | (FN:1-k)                                           | (FN:1-k)               | (FN:1-k)             | [ § 3 ]          |
| 5代内の近親交配                              | Northern Dancer 5x5                                | Northern Dancer 5x5    | Northern Dancer 5x5  | [ § 4 ]          |
| 出典                                         | 1. 2. 3. 4.                                        | 1. 2. 3. 4.            | 1. 2. 3. 4.          | 1. 2. 3. 4.      |

- 半弟に2023年の京成杯と皐月賞の勝ち馬であるソールオリエンス（父キタサンブラック）がいる。
- 母スキアの従姉妹にLove（英1000ギニー、英オークスなどG1 5勝）がいる。